# Új Baloldal
Az Új Baloldal egy magyarországi politikai szerveződés volt, amely – saját meghatározása szerint – azért jött létre, hogy alternatívát nyújtson a baloldali szavazóknak az MSZP-vel és a SZDSZ-szel szemben. Több kisebb szervezet, a Keresztényszociális Unió, zöld politikai szervezetek, egyebek alkották. Jelölteket csak a 2002-es országgyűlési választásokon állított.
A választásokat megelőzően sikerrel állított fel 8 területi listát, s így országos listát is tudott állítani. Miniszterelnök-jelöltje Szűrös Mátyás, a tömörülés elnöke Schiller László volt. A szervezet országosan ismert arcai: Növényi Norbert olimpiai bajnok, Staller Ilona („Cicciolina”), korábbi pornószínésznő. Az országos listán kedvező pozíciót kapott a Magyar Roma Összefogás Párt néhány vezetője is. A szervezet az első körös eredmény (0,08%) után a jobboldali jelöltek támogatására szólította fel szavazóit, egyesek szerint alátámasztva ezzel azokat a véleményeket, melyek szerint a szerveződés a vezető jobboldali politikai erők sugalmazására, a baloldali szavazótábor megosztása céljából jött létre.[forrás?]